# Olasz Formula–4-bajnokság
Az olasz Formula–4-bajnokság a Formula–4 egy Olaszországban megrendezett sorozata. A sorozatot 2014 óta rendezik meg, ez volt az első Formula–4-es sorozat.

## Az eddigi győztesek

### Versenyzők
| Év   | Versenyző             | Csapat                | Másodosztály                                                  |
| ---- | --------------------- | --------------------- | ------------------------------------------------------------- |
| 2014 | Lance Stroll          | Prema Powerteam       | Brandon Maïsano (Trophy)                                      |
| 2015 | Ralf Aron             | Prema Powerteam       | Julia Pankiewicz (Woman Trophy) Kevin Kanayet (Trophy)        |
| 2016 | Marcos Siebert        | Jenzer Motorsport     | Jüri Vips (Rookie Class) Fabienne Wohlwend (Woman Trophy)     |
| 2017 | Marcus Armstrong      | Prema Powerteam       | Lorenzo Lorandi (Rookie Class) Sophia Flörsch (Woman Trophy)  |
| 2018 | Enzo Fittipaldi       | Prema Powerteam       | Petr Ptáček (Rookie Class)                                    |
| 2019 | Dennis Hauger         | Van Amersfoort Racing | Paul Aron (Rookie Class) Amna Al Qubaisi (Woman Trophy)       |
| 2020 | Gabriele Minì         | Prema Powerteam       | Gabriele Minì (Rookie Class) Hamda Al Qubaisi (Woman Trophy)  |
| 2021 | Oliver Bearman        | Van Amersfoort Racing | Nyikita Bedrin (Rookie Class) Maya Weug (Woman Trophy)        |
| 2022 | Andrea Kimi Antonelli | Prema Powerteam       | Andrea Kimi Antonelli (Rookie Class) Maya Weug (Woman Trophy) |
| 2023 | Kacper Sztuka         | US Racing             | Arvid Lindblad (Rookie Class) Tina Hausmann (Woman Trophy)    |
| 2024 | Freddie Slater        | Prema Powerteam       | Alex Powell (Rookie Class)                                    |
| 2025 |                       |                       |                                                               |

### Csapatok
| Év   | Csapat                |
| ---- | --------------------- |
| 2014 | Prema Powerteam       |
| 2015 | Prema Powerteam       |
| 2016 | Prema Powerteam       |
| 2017 | Bhaitech              |
| 2018 | Prema Powerteam       |
| 2019 | Van Amersfoort Racing |
| 2020 | Prema Powerteam       |
| 2021 | Van Amersfoort Racing |
| 2022 | Prema Powerteam       |
| 2023 | Prema Powerteam       |
| 2024 | Prema Powerteam       |
| 2025 |                       |